# 珍妮特·威尔姆斯赫斯特
珍妮特·威尔姆斯赫斯特（1966年—）是一位新西兰古生態學家，紐西蘭皇家學會会士，奥克兰大学教授，知名于在峡湾国家公园发现了已灭绝鸟类的化石。